# Paso de Huasamota
Paso de Huasamota är en ort i Mexiko.   Den ligger i kommunen Valparaíso och delstaten Zacatecas, i den centrala delen av landet, 600 km nordväst om huvudstaden Mexico City. Paso de Huasamota ligger 1 026 meter över havet och antalet invånare är 158.
Terrängen runt Paso de Huasamota är huvudsakligen kuperad, men åt nordväst är den platt. Paso de Huasamota ligger nere i en dal. Runt Paso de Huasamota är det mycket glesbefolkat, med 5 invånare per kvadratkilometer. Närmaste större samhälle är Huejuquilla, 16,0 km öster om Paso de Huasamota. I omgivningarna runt Paso de Huasamota växer huvudsakligen savannskog.